# Campeonato de Burkina Faso de Ciclismo en Ruta
Los Campeonatos de Burkina Faso de Ciclismo en Ruta se organizan anualmente desde el año 1980 para determinar el campeón ciclista de Burkina Faso de cada año. El título se otorga al vencedor de una única carrera. El vencedor obtiene el derecho a portar un maillot con los colores de la Bandera de Burkina Faso hasta el Campeonato de Burkina Faso del año siguiente.

## Palmarés
| Año  | Ganador                  | Segundo                  | Tercero                  |
| 1980 | Rabdo Souleymane         |                          |                          |
| 1982 | Ouédraogo Maxime         |                          |                          |
| 1983 | Zongo Sayouba            |                          |                          |
| 1988 | Zongo Sayouba            |                          |                          |
| 1989 | Ouédraogo Moussa         |                          |                          |
| 1990 | Nana Mady                |                          |                          |
| 1991 | Belem Moussa             |                          |                          |
| 1992 | Ouédraoago Moussa        |                          |                          |
| 1993 | Soudré Ousmane           |                          |                          |
| 1994 | Zongo Laurent            |                          |                          |
| 1995 | Saidou Rouamba           |                          |                          |
| 1996 | Bélem Souleymane         |                          |                          |
| 1997 | Tapsoba Boukari          |                          |                          |
| 1998 | Nikiema Dominique        |                          |                          |
| 1999 | Kaboré Karim             |                          | Hamado Pafadnam          |
| 2000 | Saidou Rouamba           | Karim Kabore             | Rabaki Jeremie Ouedraogo |
| 2001 | Saidou Rouamba           |                          |                          |
| 2002 | Mahamadi Sawadogo        | Jean Ilboudou            | Saidou Rouamba           |
| 2003 | Saidou Rouamba           | Seydou Sanfo             | Rabaki Ouedraogo         |
| 2004 | Abdul Wahab Sawadogo     | T. Désiré Kabore         | Amidou Sawadogo          |
| 2005 | Rabaki Jeremie Ouedraogo | Laurent Zongo            | Saidou Rouamba           |
| 2006 | Rabaki Jeremie Ouedraogo | Abdoul Wahab Sawadogo    | Tidiane Ouedraogo        |
| 2007 | Seydou Sanfo             | Rabaki Jeremie Ouedraogo | Tanga Sylvain Ilboudo    |
| 2008 | Abdul Wahab Sawadogo     | Saidou Rouamba           | Tanga Sylvain Ilboudo    |
| 2009 | Rabaki Jeremie Ouedraogo | Abdul Wahab Sawadogo     | Seidou Tall              |
| 2010 | Abdul Wahab Sawadogo     | Rabaki Jeremie Ouedraogo | Yacouba Yaméogo          |
| 2011 | Abdul Wahab Sawadogo     | Mahamadi Balima          | Rasmané Ouédraogo        |
| 2012 | Rasmané Ouédraogo        | Hamidou Yaméogo          | Grégoire Ouedraogo       |
| 2013 | Hamidou Yaméogo          | Rasmané Ouédraogo        | Salfo Bikienga           |
| 2014 | Salfo Bikienga           | Rasmané Ouédraogo        | Mahamadi Balima          |
| 2015 | Seydou Bamogo            | Yacouba Yaméogo          | Abdoulaye Sokondo        |